# 메인데르트 데용
메인데르트 데용(Meindert De Jong, 데용, 1906년 3월 4일 – 1991년 7월 16일)은 네덜란드 태생의 미국인 아동 도서 작가였다. 아동 작가로서의 공헌으로 1962년 국제 한스 크리스티안 안데르센 상을 수상했다.

## 수상
1962년 데용은 젊은이들을 위한 문학에 대한 지속적인 공헌으로 2년마다 열리는 국제 한스 크리스티안 안데르센 상을 수상했다. 그는 아동 도서 창작자(나중에 작가나 삽화가로 지정됨)에 대한 가장 높은 국제적 인정인 이 영예를 미국 최초로 수상한 사람이다.